# Edgar Henri Cuepper
Edgar Henri Cuepper , né le 16 mai 1949 à Eupen, est un cavalier de saut d'obstacles belgo-luxembourgeois.
Il remporte sous les couleurs belges la médaille de bronze en saut d'obstacles par équipes aux Jeux olympiques d'été de 1976 à Montréal ; il est de plus lors de ces Jeux le porte-drapeau de la délégation belge. Il concourt plus tard pour le Luxembourg.